# Diccionario de literatura gay
El Dicionário de Literatura Gay (en español Diccionario de Literatura Gay) es un diccionario de literatura LGBTQ que comenzó a ser publicado por INDEX ebooks en 2014.
La publicación es considerada la mayor obra de referencia en Portugal sobre libros y autores, personajes, editoriales, sellos, librerías y libreros, concursos literarios y premios asociados al universo de la Literatura Lésbica, Gay, Bisexual, Transgénero y Queer en Portugal y en portugués, e incluye citas e hipervínculos de diversas fuentes, solo se incluyen autores de habla portuguesa publicados en Portugal.
La literatura de temática LGBTQ+ surgió brevemente de la “larga noche sexual del Estado Novo”. y de los “primeros años del Portugal democrático”  a principios del siglo XXI, pero una vez más ha quedado “consignada a la invisibilidad”  en catálogos de editoriales, en los estantes de bibliotecas y librerías, y en las secciones de periódicos y revistas, y ese fue el motivo que motivó la elaboración de este Diccionario, que pretende incluir todas las representaciones LGBTQ+ de Literatura portuguesa, con la que las personas LGBTQ+ pueden identificarse, en la que pueden verse y que les ayuda a comprenderse mejor o a ser mejor comprendidos
En 2015 se publicó la 4.ª edición, que incluye entradas desde A Alma Trocada hasta Luís Duarte d'Almeida . En 2022 se publicó la séptima edición, la primera edición completa, que incluye todas las entradas de la “A” a la “Z” y tiene 1016 entradas en 549 páginas, con ediciones en libro electrónico y en papel (tapa blanda y tapa dura).